# Ольгаренко, Владимир Иванович
Владимир Иванович Ольгаренко — российский учёный в области проектирования и эксплуатации гидромелиоративных систем, член-корреспондент РАСХН (1997), член-корреспондент РАН (2014).
Сын — российский мелиоратор, член-корреспондент РАН (2019) Г. В. Ольгаренко (род. 1960).

## Биография
Родился 28.07.1937 г. в Новочеркасске (Ростовская область). Окончил Новочеркасский инженерно-мелиоративный институт (НИМИ) (1959).
- 1959—1961 старший инженер-землеустроитель, инженер-гидротехник Черноярской инспекции по сельскому хозяйству Астраханской области.
- 1961—1973 старший инженер отдела рационализаторских предложений, аспирант (1962—1964), младший и старший научный сотрудник (1964—1970), с 1970 начальник отдела эксплуатации гидромелиоративных систем и гидротехнических сооружений Южного НИИ гидротехники и мелиорации (ЮжНИИГиМ).
- 1973—1978 Заведующий кафедрой эксплуатации гидромелиоративных систем НИМИ.
- 1978—1989 директор ЮжНИИГиМа (1978—1987), генеральный директор НПО «Югмелиорация» (1987—1989).
- с 1989 доцент (1989—1991), профессор (1991—1993), с 1993 заведующий кафедрой управления технологическими процессами на мелиоративных и водохозяйственных системах и в 1994—2003 одновременно проректор по н.-и. работе Новочеркасского инженерно-мелиоративного института им. А. К. Кортунова ФГБОУ ВО «Донской государственный аграрный университет».

Специалист в области проектирования и эксплуатации гидромелиоративных систем.

## Награды и звания
Доктор технических наук (1992), профессор (1993), член-корреспондент РАСХН (1997), член-корреспондент РАН (2014).
Заслуженный деятель науки Российской Федерации (1998). Награждён 3 медалями ВДНХ. Соавтор 20 изобретений.
Почётный гражданин Новочеркасска.

## Научные труды
- * Зональные системы орошаемого земледелия Ростовской области / соавт.: В. П. Ермоленко и др.; Дон. зон. НИИСХ и др. — Ростов н/Д: Кн. изд-во, 1983. — 160 c.
- * Гидротехнические сооружения и рациональные способы эксплуатации оросительных систем / Юж. НИИ гидротехники и мелиорации. — Новочеркасск, 1985. — 158 с.
- * Эксплуатация гидромелиоративных систем: учеб. для студентов вузов по спец. «Мелиорация, рекультивация и охрана земель» / соавт.: М. Ф. Натальчук, В. А. Сурин. — М.: Колос, 1995. — 320 c.
- * Мелиорация и водное хозяйство. Орошение: справ. / соавт.: И. П. Айдаров и др. — М.: Колос, 1999. — 432 с.
- * Эксплуатационные режимы орошения агроценозов Нижне-Донской провинции степной зоны / соавт.: А. В. Колганов, Г. В. Ольгаренко. — Новочеркасск, 2001. — 149 с.
- * Методические рекомендации по составлению планов водопользования на оросительных системах с использованием информационных технологий / соавт.: И. В. Ольгаренко и др.; Новочеркас. гос. мелиор. акад. — Новочеркасск, 2012. — 53 с.